# Back to the World
Back to the World è il terzo album in studio del cantante statunitense Tevin Campbell, pubblicato nel 1996.

## Tracce
1. Back to the World (Jamey Jaz, Patterson, Roderick) – 5:00
2. Dry Your Eyes (Edmondson) – 4:44
3. You Don't Have to Worry (Campbell, Combs, Long, Raynor, Spivey) – 5:40
4. I Got It Bad (Campbell, Crouch, Jones) – 5:04
5. Tell Me Where (A-Tone, Babyface, Chuck Boom) – 4:29
6. Could It Be (Jamey Jaz, Patterson, Roderick, Spencer) – 4:55
7. I Need You (A Tone, Campbell, Chuck Boom, Nichols) – 3:56
8. I'll Be There (Combs, Jones, Keith, Parker, Thompson) – 4:46
9. We Can Work It Out (Combs, Jones, Keith, Parker) – 3:51
10. Beautiful Thing (Crouch) – 5:09
11. Could You Learn to Love (Babyface) – 4:10
12. Break of Dawn (Jamey Jaz, Martika) – 5:48